# True Crime: New York City
True Crime: New York City és un videojoc d'aventura urbana publicat per Activision i desenvolupat per Luxoflux per les consoles Xbox, PlayStation 2 i GameCube. Es va publicar pels ordinadors amb Windows el 24 de març de 2006. És la continuació de True Crime: Streets of LA. Pel gener del 2008 es va dir que no hi hauria versió per Xbox 360 per problemes de compatibilitat.

## Personatges

### Repartiment de veus
- Avery Waddell: Marcus Reed
- Laurence Fishburne: Isaiah Reed
- Christopher Walken: Gabriel Whitting
- Mickey Rourke: Terrence Higgins

## Missions

### Argument
En Marcus Reed és un membre d'una banda de gàngsters que ha heretat l'imperi criminal del seu pare a la ciutat de Nova York. Diversos anys després, en Reed és traït per un amic i reb una emboscada. Cobert de sang, en Reed apareix a la casa del traïdor per venjar-se. Després d'un sagnant tiroteig amb membres de la banda, en Reed acorrala el traïdor al subterrani i el dispara. Quan que la seva Uzi no té bales, apareix un gàngster de la banda i li dispara, però un detectiu de la NYPD anomenat Terry Higgins salva en Reed.
En Isaiah Reed (el pare d'en Marcus) i en Higgins van ser amics durant molt temps. En Higgins li diu en Reed que hauria de matar-lo. Llavors en Reed, ximplement s'ofereix en Higgins perquè sigui detingut, en Higgins ho rebutja. Diu que ha de cobrir en Reed per acabar amb els gàngsters per netejar la ciutat abans de marxar de la NYPD. En Reed n'està d'acord, mira en Higgins i li diu, "Bon nadal."
Cinc anys després, en Marcus Reed és ara un agent de la NYPD, ha estat treballant per ser el millor policia dels carrers de Nova York, mentre que en Higgins l'ajuda i li diu com ho ha de fer. Amb el desig d'en Higgins, en Reed prova de ser un bon detectiu i està en la Unitat de Crim Organitzat (OCU). Després de passar la prova de policia, el comissari no es creu que estigui en Reed preparat pels carrers i demana en Terry que porta donar un vol en Reed per aprendre com s'actua a peu de carrer, després en Reed i en Higgins van a visitar el pare d'en Reed que està a la presó. La visita és una curta trucada d'en Higgins. Llavors se sap que un contacte té informació sobre un cas i demana que es dirigeixin al punt indicat. En Marcus Reed i en Higgins van al punt de contacte. Abans de sortir del cotxe, en Higgins ensenya en Reed que vingui disparant si triga a sortir. Com que en Higgins camina cap a l'edifici amb un maletí, en Reed agafa uns quants cigarrets d'en Higgins que li van caure, i de cop, una massiva explosió mou el cotxe encobert fent-lo volar diversos metres.
En acabat, li diuen en Reed que en Higgins ha sigut mort en l'explosió. Llavors s'informa en Reed que pot anar pels carrers amb roba normal i que el Departament estudiarà l'assassinat d'en Higgins. En Reed veu que és el seu deure investigar el que ha passat, així que contacta amb un agent del FBI anomenat Gabriel Whitting, que demana que la cita es faci en un pàrquing al centre. Llavors es veu que en la OCU hi ha membres implicats en la mort de Higgins. Llavors comença a estudiar les bandes de la ciutat: el Magdalena Cartel, el President's Club, el Palermo Mob i Shadow Tong. I en Reed investiga gràcies en tenir possessió d'una carpeta amb informació de Magdalena Cartel, en Reed comença la seva missió de revenja.

## Característiques

### Ciutat de Nova York

El Times Square com es mostra al True Crime: NYC

Al True Crime: New York City es mostra una acurada recreació dels barris de Manhattan i els espais urbans principals.
La major diferència dels videojocs amb un món obert és que es poden entrar en molts edificis, a part dels que són necessaris per a l'argument del videojoc. Es poden incloure restaurants, hotels, habitatges, farmàcies, botigues de roba, empreses de compra de cotxes, gimnasos, botigues de música i més. Això permet al jugador l'oportunitat de comprar tota mena de coses, ja que per exemple, es pot comprar menjar que permet curar la salut del jugador. També hi ha parades a peu de carrer de hot dog.
Ponts com el Pont de Brooklyn que surten de l'illa són presents però estan bloquejats. Els parcs com el Washington Square Park i el Central Park són accessibles; l'Estàtua de la Llibertat només es pot veure des del punt més porper, Battery Park. Usant el mode debug des del menú es pot accedir a les càmeres debug, i es pot apreciar les inscripcions reals.
Al Times Square es mostren els familiars llums de neó, i el Naked Cowboy es pot trobar tocant la guitarra. També hi ha una rèplica del TKTS. La Grand Central Terminal és l'edifici més gran que el jugador pot accedir-hi en qualsevol moment, però el metro és inaccessible durant el joc. En l'argument del joc, un altre edifici que es pot visitar és el American Museum of Natural History.
Altres edificis com l'Empire State Building, el Waldorf-Astoria Hotel, la seu de les Nacions Unides, la Catedral de St. Patrick, el Rockefeller Center i el Chrysler Building són presents però inaccessibles, i algunes àrees, particularment al nord de Manhattan (com el campus de la Universitat de Colúmbia), no estan recreats amb exactitud com en la vida real. El Museu Guggenheim, el Manhattan Municipal Building, el Met-Life Building, el Metropolitan Museum of Art, el Citigroup Center i el Time Warner Center a Columbus Circle estan recreats acuradament, i el Castell de Belvedere i Victor Prevost Terrace a Central Park són també presents. La zona del World Trade Center està recreat com en el 2005: netejat i tancat.
Si es mira per la càmera debug, es pot veure que hi ha versions incompletes de El Bronx, Roosevelt Island, Queens i Brooklyn. Aquestes àrees són inaccessibles, i si el jugador intenta sortir de Manhattan, el joc automàticament et retorna a l'illa o es produeix un error al videojoc.

### Transport
A part de viatjar a peu o agafant vehicles com ja es podia fer en el primer videojoc True Crime, el jugador ara té la possibilitat d'utilitzar una gran i acurada de recreació del sistema de metro de la Ciutat de Nova York. Gràcies al mapa de metro de la guia d'estratègia de Brady Games i el mapa imprès que venia amb l'edició de col·leccionista es poden veure les línies de metro utilitzant els diferents colors com en la vida real, el jugador no ha de transbordar a diferents línies per a canvis d'estacions.
Totes les estacions estan recreades de manera igual, amb l'únic canvi dels senyals del nom de cada estació que indiquen quina estació se suposa que representa. L'estació a la Grand Central Terminal és inaccessible durant la major part del videojoc (o bé fins a les portes que van cap a la via), però és un lloc important en l'argument del videojoc. Desafortunadament, la gran densitat de població de Manhattan no ha estat recreada realment, ja que les estacions de metro i els vagons són buits, excepte la missió final a Grand Central.
Els jugadors poden també agafar un taxi de NYC que es poden trobar per tota l'illa (els taxis poden ser conduïts per altres vehicles si el jugador colpeja i incapacita al conductor).
Els nous modes de transport requereixen una taxa virtual.

### Minijoc extra
Com en el videojoc anterior, aquest videojoc conté un minijoc extra després d'haver-se completat les missions de l'argument. Aquesta vegada, es té una hora (en joc, no en la vida real) de detenir una persona, però s'ha d'escapar de tots els malfactors que hi ha a Manhattan, ja que la ciutat està completament contra tu (p.e. Redman).
Teniu 4 minuts per escapar del baix Manhattan a Hell's Kitchen però es pot afegir més temps matant a cadacivil guanyant 5 segons per cadascun, i hi ha una persona bloquejant el pas al principi: en Beetlejuice. També, matant els civils es guanya més salut del joc (algunes capses amb salut extra estan disponibles al mig del carrer), com també SMGs, rifles d'assalt, llançamines, pistoles, etc. La intel·ligència artificial dels civils està millorada, ja que agafen armes i disparen o tiren aerosols als ulls del jugador.
El jugador té l'ajuda de trobar-se moltes armes repartides per tot Manhattan. Però l'únic mitjà de transport és agafant els vehicles dels civils o el Hummer H1 d'en Redman, però no es pot reparar els cotxes si els civils els disparen i els danyen. Alguns dels problemes en el minijoc és que no resulta útil disparar mentre es condueix, ja que hi ha una poca precisió de tir, ja que es necessiten moltes bales per abatre un civil.

### Diferències delTrue Crime: Streets of LA
El True Crime: New York City inclou totes les característiques del videojoc anterior, amb una jugabilitat a l'estil de "sandbox", es té l'opció de lluitar contra la delinqüència, a més es pot triar per ser un policia bo (lluitant contra el crim sense matar ni ferir als altres civils) o ser un policia dolent (matar els innocents i els agents de policia, utilitzant armes letals, danyant les propietats de l'entorn, i causar caos en general), i a més hi ha diferents finals del videojoc (ja que depenent si el jugador és un bon o dolent policia afectarà de manera important a l'argument del videojoc). També hi ha la possibilitat de jugar a la missió que es vulgui triant-la des del menú de pausa, i de seguida començarà la missió.

## Banda sonora

### Resultat original
En el True Crime: New York City es veu reflectit el so de Sean Murray que ens dona un so urbà per la ciutat de Nova York, també en el Departament de policia. Però també hi ha una llista de cançons seleccionades amb llicència que podem escoltar quan estem en un vehicle. També les podem escoltar en el menú de pausa.

### Llista de cançons
Cançons originals
- Redman – True Crime
- Redman – Show Yo True Crime

Cançons amb llicència
- Redman – "Fuck the Security"
- Cam'ron featuring Jay-Z – "Welcome to NYC"
- Run D.M.C. – "Sucker MC's"
- Kool Moe Dee – "Wild Wild West"
- The Sugarhill Gang – "Rapper's Delight"
- Public Enemy – "Bring The Noise (Chuck D Mix)"
- DMX – "Where The Hood At" although never heard in-game.
- Busta Rhymes – "Put Your Hands Where My Eyes Could See"
- Agnostic Front – "Police State"
- Bad Brains – "I Against I"
- Bob Dylan – "Knockin' on Heaven's Door"
- Danzig – "Mother"
- The Ramones – "Beat on the Brat"
- Interpol – "Slow Hands"
- Wu-Tang Clan – "Protect Ya Neck"
- Jungle Brothers – "Straight Out the Jungle"
- Grandmaster Flash & The Furious Five – "New York, New York"
- Hatebreed – "Another Day, Another Vendetta"
- The Misfits – "Last Caress"
- Blondie – "Hanging on the Telephone"
- Sonic Youth – "Kool Thing"
- Skarhead – "New York Crime"
- Dope – "The Life"
- Kool G Rap i DJ Polo – "Streets of New York"
- Biz Markie – "I'm The Biz"
- Big Daddy Kane – "Ain't No Half Steppin'"
- 24-7 Spyz – "Yeah X 3"
- Suicide – "Ghostrider"
- Iggy & The Stooges – "Search and Destroy"
- New York Dolls – "Subway Train"
- Bloodsimple – "Blood in Blood Out"
- Biohazard – "Shades of Grey"
- Gang Starr – "Full Clip"
- Big Punisher – "Twinz (Deep Cover)"
- Vision of Disorder – "Imprint"
- Mandrill – "Echoes in My Mind"
- The Damned – "Neat Neat Neat"
- The Velvet Underground – "I'm Waiting for the Man"
- Helmet – "Unsung"
- The Rapture – "The Killing"
- Black Star – "Definition"
- Nas – "N.Y. State of Mind"
- Slick Rick – "Children's Story"
- Youth Of Today – "Break Down the Walls"
- The Cramps – "Wrong Way Ticket"
- The Casualties – "Sounds from the streets (Death Toll)"
- White Zombie – "Thunder Kiss '65"
- Unsane – "D train"
- A Tribe Called Quest – "Scenario"
- Mark Ronson – "'Bout to Get Ugly"
- X-ecutioners – "Let Me Rock"
- Black Rob – "Woah!"
- Madball – "Pride (Times Are Changing)"
- Richard Hell and The Voidoids – "Blank Generation"
- The Walkmen – "The Rat"
- Kurtis Blow – "The Breaks"
- Black Sheep – "The Choice Is Yours (Revisited)"
- De La Soul – "Thru Ya City"
- Gorilla Biscuits – "New Direction"
- Eric B & Rakim – "Paid in Full"
- Afrika Bambaataa & Soul Force – "Planet Rock"
- Sam Scarfo – "Homicide Chat"
- Bobby Womack – "Across 110th Street"
- Marley Marl – "The Symphony"
- My Chemical Romance – "I Never Told You What I Do for a Living"
- Mobb Deep – "Shook Ones Pt. II"
- Quicksand – "East 3rd Street"
- Vordul Mega – "Neva Again"
- Black Moon – "Who Got Da Props?"
- Jeru the Damaja – "D. Original"
- 2pac - "Loyal to the Game" (from Above the Rim)
- Leaders Of The New School – "Case of the P.T.A."
- LL Cool J – "I Can't Live Without My Radio"
- Sick of It All – "Potential for a Fall"
- The A.K.As – "Shout Out Loud"
- Blue Öyster Cult – "(Don't Fear) The Reaper"
- Digable Planets – "Rebirth of Slick (Cool Like dat)"
- Murphy's Law – "Crucial Bar–B–Q"
- Yeah Yeah Yeahs – "Black Tongue"
- Harleys War – "Criminal (4 Life)"
- The Bravery – "An Honest Mistake"
- Television – "See No Evil"
- We Are Scientists – "Callbacks"
- The Honorary Title - "Bridge and Tunnel"